# Remixes (Freddie Mercury)
Remixes è un EP postumo formato da remix di successi da solista di Freddie Mercury pubblicato per la prima volta il 21 ottobre 1993 dalla EMI / Parlophone in tutto il mondo, ad eccezione degli Stati Uniti.

## Il disco
L'EP presenta 5 canzoni incise da Freddie e remixate dopo la sua morte. Pubblicato nel 1993 ha riscosso notevole successo. Due sono le versioni di Living on My Own mentre rimangono quasi inalterate The Great Pretender e Time. Molto veloci invece le versioni remixate di Love Kills e My Love Is Dangerous.
Ad eccezione delle due tracce remixate di Living on My Own, tutti gli altri remix provengono dalla compilation americana (uscita l'anno precedente) The Great Pretender. La seconda versione remixata di Living On My Own, qui intitolata "Living on My Own (Roger S mix 1993)", è conosciuta anche con il titolo "Living on My Own (1993 Underground Solutions Mix)" ed è stata inclusa successivamente anche nel Box Set celebrativo The Solo Collection del 2000.

## Tracce
1. Living on My Own (1993 No More Brothers Extended Mix) - 5:17
2. Time (Nile Rodgers '92 Remix) - 3:50
3. Love Kills (Richard Wolf Euro Mix '92) - 3:28
4. The Great Pretender (Brian Malouf Remix '92) - 3:39
5. My Love Is Dangerous (Jeff Lord-Alge Remix '92) - 3:40
6. Living on My Own (Roger S mix 1993) - 5:46

## Singoli estratti
- Living on My Own (1993 No More Brothers Extended Mix)

## Classifiche
- Posizione più alta in classifica in Gran Bretagna: 5
- Posizione più alta in classifica in Francia: 8
- Posizione più alta in classifica in Germania: 4
- Posizione più alta in classifica in Italia: 1